# Armi Klemetti
Armi Elina Klemetti, född Hämäläinen 12 april 1885 i Helsingfors, död där 11 november 1979, var en finländsk kördirigent. Hon ingick 1908 äktenskap med Heikki Klemetti.
Klemrtti, som var dotter till organisten, director musices Lauri Hämäläinen och Emma Fredrika Kekoni, genomgick Helsingfors finska fruntimmersskola och var elev i Konstflitföreningens ritskola 1907–1908. Hon företog studieresor till Berlin 1912, Sverige 1914, Italien 1924 samt Paris 1929 och 1931. Hon var dirigent för en rad körer: Kuortaneen Laulajat 1924–1948, Karjalaisen Osakunnan Laulukuoro 1933–1934, Lauluvartio 1933–1943, Helsingfors finska Lotta Svärd-kör 1938–1944, Kuortaneen Naislaulajat 1944–1948 och Kulosaaren Naiskuoro 1948–1954. Hon var medlem av sångkören Suomen Laulu 1907–1940. Hon utförde även mönster-, möbel- och byggnadsritningar. Hon ritade huset Hopiala på Brändö i Helsingfors, där paret Klemetti bosatte sig 1934. Hon översatte sångtexter till finska samt utgav Muistelen (1955) och Välähdyksiä elämästäni (1963).